# Velika nagrada ZDA 2005
Velika nagrada ZDA 2005 je bila deveta dirka Svetovnega prvenstva Formule 1 v sezoni 2005. Odvijala se je 19. junija 2005 na dirkališču Indianapolis Motor Speedway. Dirka je bila zelo kontroverzna, saj je dirkalo le šest namesto običajnih dvajset dirkačev. Vseh sedem moštev, ki jih s pnevmatikami opremljal Michelin, je po ogrevalnem krogu iz varnostnih razlogov zaradi neustreznih pnevmatik za nov asfalt zapeljalo v bokse in odstopilo. Tako so dirkala le tri moštva, ki jih je s pnevmatikami opremljal Bridgestone, Ferrari, Minardi in Jordan.
Po več počenih pnevmatikah pred dirko, najbolj spektakularno na Toyoti Ralfa Schumacherja med petkovim prostim treningom, je Michelin svojim moštvom svetoval, da s pnevmatikami, ki jih je dobavil, ni mogoče varno dirkati. FIA, Svetovna avtomobilistična zveza, ni dovolila postavitve dodatne šikane na ravnini, ker bi bilo to zelo nepravično do Bridgestonovih moštev, ki imajo ustrezne pnevmatike. Michelinova moštva po neuspešnem poskusu dogovora s FIO zaradi varnosti niso sodelovala na dirki.
Od šestih sodelujočih je zmagal Michael Schumacher s Ferrarijem. S tem rezultatom si je opazno opomogel na prvenstveni lestvici, saj je napredoval na tretje mesto, vodilna dirkača v prvenstvu pa nista dirkala. Nastali zaplet je za Formulo 1 pomenil ogromno negativne publicitete, še posebej v ZDA,  kjer se je Formula 1 poskušala uveljaviti zadnjih dvajset let.

## Poročilo

### Kontroverznost pred dirko

#### Počene pnevmatike pri Toyoti
V petek 17. junija 2005, med popoldanskim prostim treningom, je Ralf Schumacher s Toyoto v ovinku 13 doživel hudo nesrečo zaradi počene zadnje leve pnevmatike. To je bilo že drugo leto zapored, da je doživel nesrečo pri visoki hitrosti v omenjenem ovinku, saj se mu je v sezoni 2004 podobno primerilo za volanom Williamsa. Dejstvo, da sta se obe nesreči primerili istem dirkaču z istim tipom Michelinovih pnevmatik, je bilo vzrok za zaskrbljenost. Ovinek 13 na dirkališču Indianapolis Motor Speedway je zelo hiter in v Formuli 1 edinstven, saj povzroča tudi za Formulo 1 neobičajno velike bočne sile. Tak pritisk lahko povzroči, da se stranski del pnevmatike močno deformira.
Dan kasneje je Michelin sporočil, da pnevmatike, ki jih je dobavil vsem svojim moštvom: BAR, McLaren, Red Bull, Renault, Toyota, Sauber in Williams v hitrem ovinku 13 niso varne in je izrazil pripravljenost, da iz svojega centra Clermont-Ferrand pošlje drugačne pnevmatike. Toda tudi pri nadomestnih pnevmatikah, ki so bile enake tistim, ki so jih uporabljali na Veliki nagradi Španije, se je ob testiranju izkazalo, da imajo isto pomanjkljivost.

#### Korespondenca med Michelinom in FIO
Predstavnika Michelina, Pierre Dupasquier in Nick Shorrock, sta 18. junija v pismu direktorju FIE Charlieju Whitingu sporočila, da ne poznajo vzroka počene pnevmatike Ralfa Schumacherja ter da bodo, če dirkalnike v ovinku 13 ne upočasnijo, njihove pnevmatike nevarne za dirkanje.
Whiting je v odgovoru v nedeljo, 19. junija, izrazil presenečenje, da Michelin ni pripeljal rezervnih setov pnevmatik, in predlagal, da bi Michelinovim moštvom določili varno hitrost v ovinku 13 ter ponudil nadzor nad izstopno hitrostjo v zavoju in kaznovanje njene prekoračitve s strani Michelinovih dirkačev. Komentiral je tudi druge rešitve, ki so jih predlagala moštva. Vztrajal je, da bi uporaba pnevmatik, ki so čez noč prispele v ZDA, pomenilo kazen, dodatna šikana pa ne pride v poštev - v primeru spremembe steze dirka ne bi mogla šteti za prvenstvo. Michelinove predloge je označil kot zelo nepoštene do Bridgestonovih moštev.
V drugem pismu, tudi poslanem 19. junija, Dupasquier in Shorrock sporočata, da ne bosta dovolila nastopa moštvom z njihovimi pnevmatikami, in ponovila zahtevo po upočasnitvi ovinka 13. Whitingov je v kratkem odgovoru je ponovil, da takšne rešitve niso mogoče, ter dal moštvom možnost omejitve hitrosti v 13. ovinku, uporabo novih pnevmatik brez kazni, predlagal pogostejše menjave pnevmatik, kar bi bilo sprejemljivo, če jih skrbi varnost dirkačev (čeprav je dopustil možnost, da bi bila moštva, ki se odločijo za predlagano možnost, morda vseeno kaznovana z besedami: »Če bodo tehnični delegat in komisarji ugotovili, da je bila vsaka menjava pnevmatik potrebna, kazni ne bo.«)

#### Poskusi kompromisa
Paul Stoddart, lastnik Minardi-Coswortha, moštva s pnevmatikami Bridgestone, je v sredo 22. junija objavil pojasnilo toka dogodkov do dirke. Če so bili prejšnji poskusi kompromisa javno objavljeni v več virih, so bila pogajanja tik pred dirko javnosti neznana. Stoddart je opisal sestanek okoli 10:00 na dan dirke, na katerega so bili povabljeni direktor dirkališča Tony George, predstavnika Michelina Dupasquier in Shorrock, Bernie Ecclestone ter šefi vseh moštev. Prisotni so bili vsi, razen šefa Ferrarija, Jeana Todta.
Po Stoddartovem pričevanju je sestanek potekal sledeče: predstavnika Michelina sta podala svoje stališče, da njihove pnevmatike ne zagotavljajo varnega dirkanja skozi celotno dirko, in zahtevala, da Bridgestonova moštva, ki sta jih predstavljala Stoddart in Jordanov Colin Kolles, podprejo postavitev dodatne šikane v ovinku 13. Prisotni so razpravljali in zavrnili rešitev FIE, po kateri bi imeli Michelinovi dirkači v omenjenem ovinku omejitev hitrosti zaradi potencialne nevarnosti nesreče. Podobno so zavrnili tudi možnost postanka vsakih deset krogov, tako da so kot najboljšo rešitev izbrali postavitev dodatne šikane in tehničnim predstavnikom naročili, naj pripravijo načrte za njeno postavitev. Bernie Ecclestone se je javil, da se bo posvetoval s Todtom, ki se ni odeležil sestanka, in predsednikom FIE Maxom Mosleyem, ki ni pripotoval na dirko, ter poročal, ko bo imel njuna stališča.
Ecclestone se je vrnil približno ob 10:55 in obvestil prisotne, da se Jean Todt ne strinja z dodatno šikano z argumentom, da je to problem Michelina, ne njegov. Todt je kasneje zanikal, da je o tem kdaj podal stališče, toda tudi povedal, da se ne bi strinjal s postavitvijo šikane. Nadalje je Ecclestone poročal, da je Max Mosley  poudaril, da v primeru kakršnih koli sprememb na stezi dirka ne bi mogla šteti za prvenstvene točke.

#### Načrt šefov moštev
Skupina je po Stoddartovo nadaljevala z novimi predlogi za rešitev nastalega zapleta, tudi prekvalifikacijo v neprvenstveno dirko ali v dirko, na kateri   Michelinovi dirkači ne bi prejeli točk, celo tudi v dirko, kjer bi le Michelinovi dirkači peljali skozi novo postavljeno šikano, toda na koncu so se strinjali za neprvenstveno dirko, ki bi lahko bila odpeljana tudi brez Ferrarija, če bi bilo to potrebno. Toda ignoriranje navodil FIE in izpeljava takšne dirke bi povzročila umik osebja FIE, zato je skupina postavila delegate za nadomestitev več pomembnih položajev, tudi direktorja dirke namesto Charlieja Whitinga in voznika varnostnega avtomobila namesto Bernda Maylanderja. Šefom moštev so svetovali, naj priporočijo svojim moštvom in dirkačem, da se obnašajo častno v interesu dirke za gledalce, saj v odsotnosti komisarjev in tehnične opreme FIE ne bi mogli zagotoviti spoštovanja tehničnih pravil.
Nadaljevali so s predstavitvijo svojega načrta dvajsetim dirkačim. Glede stališča dirkačev Stoddart napiše: »Če ne morem zagotoviti, da so se prav vsi dirkači strinjali s predlaganim načrtom, pa lahko povem, da noben od dirkačev ni ugovarjal.« Ferrarijeva dirkača nista izrazila svojega stališča, saj sta odločitev prepustila Todtu, ki pa ni bil prisoten. Devet šefov moštev se je nato strinjalo, da če ne pridejo do dogovora s FIO, ne bodo sodelovali na dirki.
Po kratkem predahu se je skupina zbrala v Ecclestonovi pisarni, kjer se je šef Renaulta Flavio Briatore po telefonu pogovarjal z Maxom Mosleyem. Mosley je menda zavrnil vse njihove predloge ter obvestil g. Martina, glavnega predstavnika FIE v ZDA, da če bo potekala kakršna koli neprvenstvena dirka ali če bo steza kakorkoli spremenjena, so ogroženi vsi motošportni dogodki pod okriljem FIE v ZDA. FIA je kasneje zanikala, da je Mosley to izjavil.
Po izčrpanju vseh njihovih predlogov, so predstavniki Michelina, Stoddart in Bernie Ecclestone - toda ne Colin Kolles iz Jordana - razpravljali, ali naj njihovi dirkalniki pripeljejo na štartno vrsto, in se odločili, da bodo sodelovali v ogrevalnem krogu, nato pa pred štartom zapeljali v bokse in odstopili. Stoddart je odšel v Jordanovo garažo in povprašal Kollesa, če bosta njihova dirkača sodelovala na dirki, in izvedel, da bodo, čeprav so se pred tem strinjali, da ne bodo dirkali. Po pogovoru s predstavniki Bridgestona in po seznanitvi z visokimi kaznimi za nedirkanje, se je tudi Stoddart odločil, da bosta tudi njegova dirkača dirkala, toda obljubil je, da bosta odstopila, če Jordana ne bi končala dirke.

### Dirka
Obiskovalcem dirke in televizijskim gledalcem se je štart dirke zdel popolnoma normalen. Vsi dirkalniki so se zvrstili na štartni vrsti in Charlie Whiting je dal zeleno luč za krog za ogrevanje. Vseh dvajset dirkalnikov je normalno speljalo glede na vožnjo skozi prvih dvanajst ovinkov je vse izgledalo normalno, nato pa so vsa Michelinova moštva zapeljala v bokse, tako da so se na štartni vrsti zvrstili le šest dirkalnikikov Ferrarija, Jordana in Minardija.
Poteza moštev, ki so zapeljala na krog za ogrevanje, nato pa nazaj v bokse, je razjezila obiskovalce in televizijske gledalce, saj niso vedeli, kaj se dogaja. Slišati je bilo glasno neodobravanje, na stezo pa so celo prileteli nekateri predmeti, televizijski reporterji pa so fanatično poizvedovali, kaj se dogaja. Le Peter Windsor, komentator ameriške televizije Speed Channel, je kmalu po štartu lahko sporočil gledalcem podrobnosti. Dirka se je kmalu spremenila v dvoboj Ferrarijev,  Michaela Schumacherja in Rubensa Barrichella za zmago, Jordanov, Tiaga Monteira in Naraina Karthikeyana za tretje mesto, in Minardijev, Christijana Albersa in Patricka Friesachera za peto mesto.
Dirka se je odločala v boksih, saj so bila prehitevanja na stezi le za krog zaostalih dirkačev. Albers je vozil s taktiko treh postankov, ostali dirkači pa so se ustavili v boksih dvakrat. Vodilni dirkač se je zamenjal v 26. krogu, ko se je Schumacher iz boksov vrnil za Barrichella, ter v 51. krogu, ko je Schumacher po drugih postankih spet prišel v vodstvo, pri tem se je moral Barrichello celo umakniti na travo. Po tem incidentu, ki ga niso preiskali komisarji dirke, sta oba Ferrarija ostala na svojih mestih in z lahkoto dosegla dvojno zmago. Na podelitvi pokalov po dirki, kjer ni bil prisoten noben od napovedanih podeljevalcev pokalov, je Ferrarijevo moštvo hitro in tiho sprejelo pokale ter odšlo, novinec Monteiro pa je proslavljal svojo prvo uvrstitev na stopničkah.

#### Odziv TV postaj
Več televizijskih postaj ni želelo nadaljevati prenosa po odstopi vseh Michelinovih moštev. Kanadski TSN ni predvajal dirke, le program po dirki. Ker je TSN predvajal dirko z zamikom, je namesto dirke predvajal le živo sliko o dogajanju po dirki. V času dirke je TSN predvajal dirko serije NASCAR.
Več televizijskih postaj pa je dirko prenašalo. Britanska ITV se je odločila za predvajanje dirke, komentator Jim Rosenthal pa se je ob koncu prenosa gledalcem opravičil za to, ker so videli. Najrazburljivejše trenutke dirke, ki bi morali biti na sporedu pozno zvečer, niso predvajali.
Italijanski Rai Uno je tudi predvajal dirko, komentatorja Gianfranco Mazzoni in Ivan Capelli sta se trudila razumeti, kaj je pripeljalo moštva do odstopa, in to pojasniti gledalcem. Avstrijski ORF1 je tudi predvajal celotno dirko in ob tem navedel pogodbene obveznosti, ki jim to narekujejo.
Ameriški Speed Channel je tudi predvajal dirko, saj niso  niso imeli na voljo alternativnega programa in ker so kot proizvajalec televizijskega signala v vsakem primeru morali nadaljevati s pošiljanjem signala drugim družbam. Komentator Bob Varsha je označil dirko kot katastrofa in se dolgo opravičeval gledalcem. Varsha se je dotaknil tudi nekaterih gledalcev, ki so na stezo metali predmete, problem, ki se je pojavljal tudi na več dirkah NASCAR.
Med nizozemskim prenosom dirke je bilo po koncu intervjuja v živo s Paulom Stoddartom jasno slišati, kako je dirko označil kot »fucking joke«.
Tudi nemška RTL je dirko prenašala v celoti. Kljub (ali prav zaradi) močno okrnjene konkurence dirkačev je bilo kasneje povedano, da je bila ta dirka najbolj gledana v celi sezoni.

### Posledice
Rezultat dirke je Michaela Schumacherja dvignil iz petega na tretje mesto v dirkaškem prvenstvu, Rubens Barrichello je s šestega napredoval na četrto, Ferrari pa iz petega na drugo v konstruktorskem prvenstvu. Oba Jordana in Minardija sta osvojila točke, tako da le še BAR-Honda v sezoni ni osvojila točk. Toda te spremembe v prvenstvu so zasenčili očitki, da odgovornim ni uspelo pravočasno najti rešitve, ki bi Michelinovim moštvom omogočala dirkanje.
Bernie Ecclestone je v odgovoru na vprašanje Martina Brundla z ITVja tik pred dirko označil prihodnost Formule 1 v ZDA in Michelina v Formuli 1 kot negotovo. Povedal je tudi, da za incident niso kriva moštva.
Veliko ljudi iz sveta Formule 1 je dirko označilo za farso in se spraševalo, ali bo Velika nagrada ZDA še potekala v Indianapolisu ali pa bo morda prestavljena na drugo dirkališče. David Coulthard je povedal, da to meče dvom na prihodnost dirke v ZDA. Nekateri so videli prejšnja nesoglasja med moštvi in Maxom Mosleyem (kar je vodilo v grožnje z ustanovitvijo alternativne serije), kot glavni razlog, da ni prišlo do kompromisa, ter da so dogodki na tej dirki povečali možnosti na paralelno serijo.
Minardijev šef Paul Stoddart je takoj po dirki povedal, da je bilo devet moštev - vsi, razen Ferrarija - dogovorjenih, da ne dirkajo, in da če se Jordan ne bi v zadnjem trenutku premislil, bi tudi Minardi  bojkotiral dirko. V svoji kasnejši daljši izjavi je povedal, da čeprav je bil Michelin povzročitelj težav, je vso krivdo zvalil na nezmožnost dosega kompromisa (kar bi omogočalo, da bi navijači in gledalci videli pravo dirko) predvsem s strani FIE in Maxa Mosleya, majhen delež krivde pa je pripisal tudi šefu Ferrarija Jeanu Todtu. Nadalje je pozival za razrešitev Mosleya.

#### Reakcija FIE
Dan po dirki je FIA objavila pojasnilo za zavrnitev predloga o zamenjavi pnevmatik ali postavitvi nove šikane. FIA je tudi pozvala sedem Michelinovih moštev na zaslišanje pred World Motorsport Council 28. junija, da bodo razložili razlog za nesodelovanje na dirki, s čimer so kršili določila Pogodbe Concorde. Kasneje so bilo objavljene kopije pisem, ki so bila poslana vsem moštev v interesu transparentnosti. Moštva so bila obtožena kršenja odstavka 151c Mednarodnega športnega pravilnika. Bolj natančno obtoženi so bili zaradi:
- Niso si zagotovili dobave primernih gum za dirko.
- Prepovedi svojim dirkačem, da štartajo na dirki.
- Prepovedi svojim dirkačem, da dirkajo z omejitvijo hitrosti v enem ovinku, kar bi bilo za njihove pnevmatike varno.
- S tem, ko so dirkači zapeljali pred štartom v bokse, je bojkot v sodelovanju z ostalimi moštvi na Formulo 1 vrgel slabo luč.
- Ker pred dirko niso obvestili komisarjev o svojih namenih

22. junija je FIA na novinarski konferenci Maxa Mosleya v obliki vprašanj in odgovorov želela dodatno razjasniti stališče FIE incidenta. Mosley je potegnil analogijo s hipotetično situacijo, kjer bi imeli motorji enega proizvajalca težave z oljem zaradi velikih bočnih sil v enem ovinku, in poudaril, da bi morali dirkalniki s takim motorjem enostavno v tistem ovinku voziti počasneje. Ponovil je, da je razlog za zavrnitev namestitve nove šikane, ker ni bila nikoli preizkušena in tako potencialno nevarna. Poudaril je, da so bili predlogi FIE dobri in se spraševal, zakaj niso moštva uporabila kot alternativo vožnjo skozi bokse, še posebej ker bi se lahko Michelinova moštva še vedno borila za točke za sedmo in osmo mesto.
29. junija je World Motorsport Council moštva spoznal za kriva po prvih dveh točkah obtožbe, to je, ker si niso zagotovile primernih pnevmatik in zaradi prepovedi svojim dirkačev štartati dirko. Po ostalih treh točkah obtožbe, pa jih sodišče ni spoznalo za krive. Kazen ni bila določena, znana naj bi bila šele 14. septembra.
22. julija je World Motorsport Council razveljavil svojo prejšnjo odločitev in Michelinova moštva spoznal za nedolžna. Odločitev je bila sprejeta na podlagi novih dokazov, ki jih je posredoval senat FIE, po govoricah naj Michelinova moštva ne bi mogla biti odgovorna po zakonih Inadiane, ker bi v primeru, da bi dirkačem dirkanje dovolili, te zavestno izpostavljali tveganju.

#### Kompenzacija
28. junija je Michelin oznanil, da bo vsem gledalcem na dirkališču ponudil nadomestilo za kupljene vstopnice. Do konca septembra je podjetje povrnilo denar vsem kupcem vstopnic na dirki. Michelin je tudi kupil 20,000 vstopnic za Veliko nagrado ZDA 2006, da bi jih tazdelil med tiste, ki so zamenjali vstopnice za tiste za leto 2006, vsak bi dobil dodatne dve.
Poleg vračanja denarja za nakup vstopnic, je bilo govora tudi o prireditvi druge, neprventvene dirke v Indianapolisu. 2. julija, na Veliki nagradi Francije, je šef McLarna Ron Dennis predlagal dodatno dirko v ZDA po zadnji prvenstveni dirki sezone, Veliki nagradi Kitajske. Moštva so se očitno o ideji že pogovarjali z Berniejem Ecclestonom, toda dan kasneje je Tony George zavrnil možnost dirke na dirkališču Indianapolis Motor Speedway jeseni. Na dirki serije Champ Car, Veliki nagradi Clevalanda, ki je potekala teden dni po Veliki nagradi ZDA, so dovolili vsem imetnikom vstopnice za Veliko nagrado ZDA prost vstop.

## Rezultati

### Kvalifikacije
| Poz | Št | Dirkač               | Konstruktor      | Čas      | Zaostanek |
| --- | -- | -------------------- | ---------------- | -------- | --------- |
| 1   | 16 | Jarno Trulli         | Toyota           | 1:10,625 | —         |
| 2   | 9  | Kimi Räikkönen       | McLaren-Mercedes | 1:10,694 | +0,069    |
| 3   | 3  | Jenson Button        | BAR-Honda        | 1:11,277 | +0,652    |
| 4   | 6  | Giancarlo Fisichella | Renault          | 1:11,290 | +0,665    |
| 5   | 1  | Michael Schumacher   | Ferrari          | 1:11,369 | +0,744    |
| 6   | 5  | Fernando Alonso      | Renault          | 1:11,380 | +0,755    |
| 7   | 2  | Rubens Barrichello   | Ferrari          | 1:11,431 | +0,806    |
| 8   | 4  | Takuma Sato          | BAR-Honda        | 1:11,497 | +0,872    |
| 9   | 7  | Mark Webber          | Williams-BMW     | 1:11,527 | +0,902    |
| 10  | 12 | Felipe Massa         | Sauber-Petronas  | 1:11,555 | +0,930    |
| 11  | 10 | Juan Pablo Montoya   | McLaren-Mercedes | 1:11,681 | +1,056    |
| 12  | 11 | Jacques Villeneuve   | Sauber-Petronas  | 1:11,691 | +1,066    |
| 13  | 17 | Ricardo Zonta        | Toyota           | 1:11,754 | +1,129    |
| 14  | 15 | Christian Klien      | Red Bull Racing  | 1:12,132 | +1,507    |
| 15  | 8  | Nick Heidfeld        | Williams-BMW     | 1:12,430 | +1,805    |
| 16  | 14 | David Coulthard      | Red Bull Racing  | 1:12,682 | +2,057    |
| 17  | 18 | Tiago Monteiro       | Jordan-Toyota    | 1:13,462 | +2,837    |
| 18  | 21 | Christijan Albers    | Minardi-Cosworth | 1:13,632 | +3,007    |
| 19  | 19 | Narain Karthikeyan   | Jordan-Toyota    | 1:13,776 | +3,151    |
| 20  | 20 | Patrick Friesacher   | Minardi-Cosworth | 1:14,494 | +3,869    |

### Dirka
| Poz | Št | Dirkač               | Konstruktor       | Krogi | Čas/Odstop  | Št. m. | Toč |
| --- | -- | -------------------- | ----------------- | ----- | ----------- | ------ | --- |
| 1   | 1  | Michael Schumacher   | Ferrari           | 73    | 1:29:43,181 | 5      | 10  |
| 2   | 2  | Rubens Barrichello   | Ferrari           | 73    | + 1,557 s   | 7      | 8   |
| 3   | 18 | Tiago Monteiro       | Jordan-Toyota     | 72    | +1 krog     | 17     | 6   |
| 4   | 19 | Narain Karthikeyan   | Jordan-Toyota     | 72    | +1 krog     | 19     | 5   |
| 5   | 21 | Christijan Albers    | Minardi-Cosworth  | 71    | +2 kroga    | 18     | 4   |
| 6   | 20 | Patrick Friesacher   | Minardi-Cosworth  | 71    | +2 kroga    | 20     | 3   |
| DNS | 16 | Jarno Trulli         | Toyota            | 0     | Ni dirkal   | 1      |     |
| DNS | 9  | Kimi Räikkönen       | McLaren-Mercedes  | 0     | Ni dirkal   | 2      |     |
| DNS | 3  | Jenson Button        | BAR-Honda         | 0     | Ni dirkal   | 3      |     |
| DNS | 6  | Giancarlo Fisichella | Renault           | 0     | Ni dirkal   | 4      |     |
| DNS | 5  | Fernando Alonso      | Renault           | 0     | Ni dirkal   | 6      |     |
| DNS | 4  | Takuma Sato          | BAR-Honda         | 0     | Ni dirkal   | 8      |     |
| DNS | 7  | Mark Webber          | Williams-BMW      | 0     | Ni dirkal   | 9      |     |
| DNS | 12 | Felipe Massa         | Sauber-Petronas   | 0     | Ni dirkal   | 10     |     |
| DNS | 10 | Juan Pablo Montoya   | McLaren-Mercedes  | 0     | Ni dirkal   | 11     |     |
| DNS | 11 | Jacques Villeneuve   | Sauber-Petronas   | 0     | Ni dirkal   | 12     |     |
| DNS | 17 | Ricardo Zonta        | Toyota            | 0     | Ni dirkal   | 13     |     |
| DNS | 15 | Christian Klien      | Red Bull-Cosworth | 0     | Ni dirkal   | 14     |     |
| DNS | 8  | Nick Heidfeld        | Williams-BMW      | 0     | Ni dirkal   | 15     |     |
| DNS | 14 | David Coulthard      | Red Bull-Cosworth | 0     | Ni dirkal   | 16     |     |